# کاتسومی چو
کاتسومی چو (انگلیسی: Katsumi Chō؛ زادهٔ ۱۱ اوت ۱۹۵۱) بازیگر، و صداپیشه اهل ژاپن است.